# Диграф
Дигра́ф, также дигра́мма (др.-греч. δίς (δῐ-) «дважды, двукратно» и др.-греч. γράφω (gráphō) «пишу») — составной письменный знак, состоящий из двух букв и употребляемый для обозначения на письме фонем и их основных вариантов: например, польские диграфы cz [ч] и sz [ш].

## Диграфы в кириллических алфавитах
- Аъ — удинский.
- Аь — ингушский, лакский, ногайский, табасаранский, удинский, чеченский.
- Аӏ — рутульский, цахурский.
- Бӏ — ингушский, чеченский.
- Вӏ — ингушский, чеченский.
- Гв — абазинский.
- Гу — адыгейский, кабардино-черкесский.
- Гъ — абазинский, аварский, агульский, адыгейский, даргинские, кабардино-черкесский, карачаево-балкарский, крымскотатарский, кумыкский, лакский, лезгинский, осетинский, рутульский, табасаранский, татский, удинский, цахурский.
- Гь — абазинский, аварский, агульский, абхазский, даргинские, кумыкский, лакский, лезгинский, рутульский, табасаранский, татский, удинский, цахурский.
- Гў — алеутский.
- Гӏ — абазинский, аварский, агульский, даргинские, ингушский, рутульский, татский, цахурский, чеченский.
- Дж — абазинский, агульский, адыгейский, белорусский, кабардино-черкесский, карачаево-балкарский, коми, крымскотатарский, осетинский, рутульский, удинский, украинский, цахурский.
- Дз — абазинский, адыгейский, белорусский, кабардино-черкесский, коми, осетинский, рутульский, удинский, украинский.
- Дь — долганский, юкагирский (северноюкагирский, южноюкагирский), якутский.
- Дӏ — ингушский, чеченский.
- Жв — абазинский.
- Жъ — адыгейский, удинский.
- Жь — абазинский, адыгейский, кабардино-черкесский.
- Жӏ — ингушский, чеченский.
- Зӏ — ингушский, чеченский.
- Иъ — удинский
- Йӏ — ингушский, чеченский.
- Кв — абазинский.
- Кк — агульский, лакский.
- Ку — адыгейский, кабардино-черкесский.
- Кх — ингушский, чеченский.
- Къ — абазинский, аварский, агульский, адыгейский, даргинские, ингушский, кабардино-черкесский, карачаево-балкарский, крымскотатарский, кумыкский, лакский, лезгинский, осетинский, рутульский, табасаранский, удинский, цахурский, чеченский.
- Кь — абазинский, аварский, агульский, даргинские, лакский, лезгинский, рутульский, табасаранский, цахурский.
- Кӏ — абазинский, аварский, агульский, адыгейский, даргинские, ингушский, кабардино-черкесский, лакский, лезгинский, рутульский, табасаранский, цахурский, чеченский.
- Лъ — аварский, адыгейский, кабардино-черкесский, чаплинский, науканский.
- Ль — абазинский.
- Лӏ — адыгейский, кабардино-черкесский.
- Мъ — чаплинский.
- Мӏ — ингушский, чеченский.
- Нг — карачаево-балкарский, кумыкский.
- Нъ — карачаево-балкарский, крымскотатарский, ногайский, чаплинский, науканский.
- Нь — долганский, юкагирский (северноюкагирский, южноюкагирский), якутский.
- Нӏ — ингушский, чеченский.
- Ӈъ — чаплинский.
- Оъ — удинский.
- Оь — кумыкский, лакский, ногайский, удинский, чеченский.
- Оу — старославянский.
- Оӏ — цахурский.
- Пп — агульский, лакский.
- Пъ — осетинский.
- Пӏ — абазинский, агульский, адыгейский, даргинские, ингушский, кабардино-черкесский, лакский, лезгинский, рутульский, табасаранский, цахурский, чеченский.
- Сс — лакский.
- Сч — русский.
- Тл — абазинский.
- Тт — агульский, лакский.
- Тш — абазинский, коми.
- Тъ — осетинский.
- Тӏ — абазинский, аварский, агульский, адыгейский, даргинские, ингушский, кабардино-черкесский, лакский, лезгинский, рутульский, табасаранский, цахурский, чеченский.
- Уъ — удинский
- Уь — агульский, кумыкский, лезгинский, ногайский, рутульский, табасаранский, татский, удинский, чеченский.
- Уӏ — рутульский, цахурский.
- Фӏ — кабардино-черкесский.
- Хв — абазинский.
- Ху — кабардино-черкесский.
- Хх — лакский.
- Хъ — абазинский, аварский, агульский, адыгейский, даргинские, кабардино-черкесский, лакский, лезгинский, осетинский, рутульский, табасаранский, удинский, цахурский.
- Хь — абазинский, аварский, агульский, адыгейский, даргинские, ингушский, кабардино-черкесский, лакский, лезгинский, рутульский, табасаранский, татский, цахурский, чеченский.
- Хӏ — абазинский, аварский, агульский, даргинские, ингушский, лакский, чеченский.
- Цу — адыгейский
- Цц — лакский.
- Цъ — осетинский.
- Цӏ — абазинский, аварский, агульский, адыгейский, даргинские, ингушский, кабардино-черкесский, лакский, лезгинский, рутульский, табасаранский, цахурский, чеченский.
- Чв — абазинский.
- Чч — агульский, лакский.
- Чъ — адыгейский, осетинский, крымчакский, удинский.
- Чӏ — абазинский, аварский, агульский, адыгейский, даргинские, ингушский, лакский, лезгинский, рутульский, табасаранский, цахурский, чеченский.
- Шв — абазинский.
- Шъ — адыгейский, удинский
- Шӏ — абазинский, адыгейский.
- Щӏ — кабардино-черкесский.
- Ыӏ — рутульский, цахурский.
- Эъ — удинский
- Юь — чеченский.
- Яь — ингушский, чеченский.
- Ӏу — адыгейский, кабардино-черкесский.

## Диграфы в алфавитах на основелатиницы
- Aa — африкаанс, нидерландский.
- Ae — английский, ирландский, латинский.
- Ch — английский, испанский, итальянский, немецкий, польский, португальский, румынский, словацкий, узбекский, французский, чешский.
- Ck — английский, немецкий.
- Cs — венгерский.
- Cz — польский.
- Dh — албанский, ирландский, корнский, суахили.
- Dz (Ǳ, ǲ, ǳ[комм. 1]) — венгерский, польский, словацкий.
- Dż — польский.
- Dź — польский.
- Dž (Ǆ, ǅ, ǆ[комм. 2]) — словацкий, хорватский (гаевица).
- Gh — английский, вьетнамский, индонезийский, ирландский, итальянский, малайский, румынский, средненидерландский, тлингитский.
- Gl — итальянский.
- Gn — итальянский.
- Gy — венгерский.
- IJ (Ĳ, ĳ[комм. 3]) — нидерландский.
- Ll[англ.] — албанский, английский, валлийский, исландский, испанский.
- Lj (Ǉ, ǈ, ǉ[комм. 4]) — сербохорватский.
- Mb — фула.
- Ng — английский, вьетнамский, немецкий, тагальский, узбекский, финский, палауский
- Nh[англ.] — валлийский, вьетнамский, окситанский, португальский.
- Nj (Ǌ, ǋ, ǌ[комм. 5]) — албанский, сербохорватский, фарерский.
- Ny[англ.] — венгерский, каталанский, суахили, тагальский.
- Ph — английский, латинский.
- Qu — английский, испанский, латинский, французский.
- Rh — латинский.
- Rz — польский.
- Sc — итальянский.
- Sh — албанский, английский, ирландский, узбекский.
- Sz — венгерский, польский.
- Th — английский.
- Wh — английский.
- Xh — албанский.
- Zh — албанский, английский, бретонский.
- Zs — венгерский.

## Диграфы вгреческом алфавите
- Ου — звук [u].
- οι — [i]
- αι — [e]
- ευ — [ef]
- γκ — [g]
- γγ — [(n)g]
- ντ — [d]
- μπ  — [b]